# Ignatius D'Cunha
Ignatius D'Cunha (Vasai, 1 februari 1924 - Vasai, 11 oktober 2007) was een Indiaas geestelijke en bisschop van de Rooms-Katholieke Kerk. 
D'Cunha werd op 7 maart 1955 tot priester gewijd. Op 6 februari 1989 werd hij benoemd tot bisschop van Aurangabad. Twee maanden later, op 3 april 1989, werd hij tot bisschop gewijd door de aartsbisschop van Bombay, kardinaal Simon Pimenta. Op 20 januari 1998 ging hij met pensioen. 